# Diana Hayden

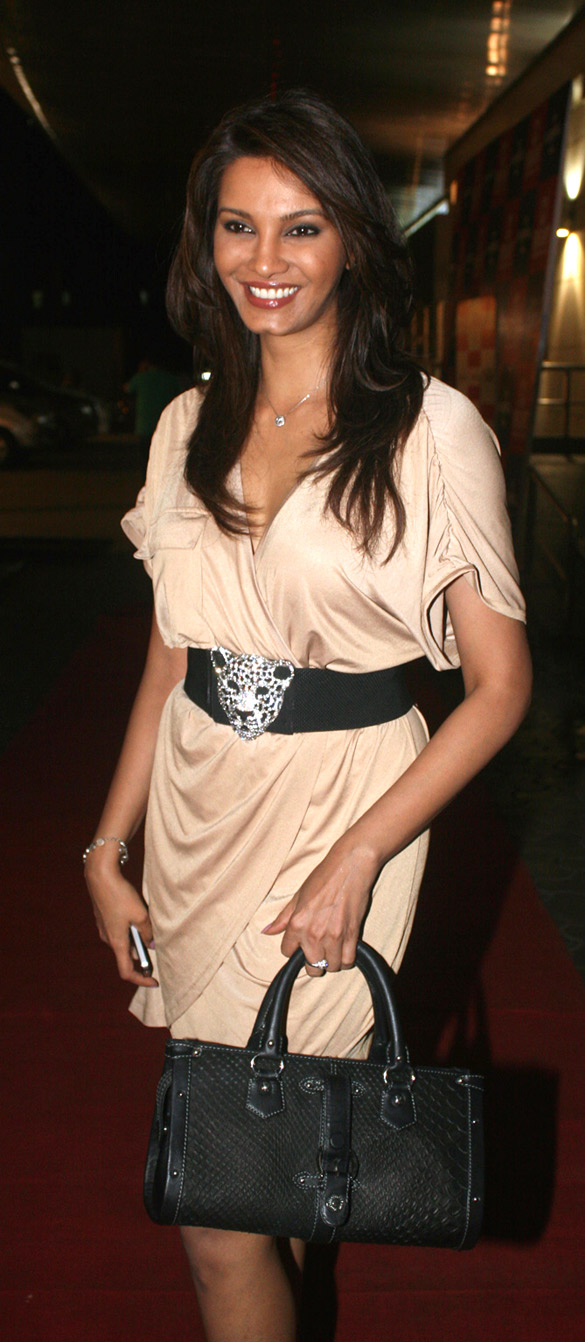
Diana Hayden 2012.

Diana Hayden, född den 1 mars 1973, är en indisk modell och skådespelare. Hon blev korad till Femina Miss India 1997 och Miss World samma år. Under 2000-talet har hon medverkat i flera filmer och även gett ut boken A Beautiful Guide.

## Filmografi
- Othello: A South African Tale (2006)
- Ab Bas (2004)
- Tehzeeb (2003)
- Holby City (TV-serie) (2003)
- Lorie/the loving doll (2012)